# NGC 800
NGC 800 è una galassia a spirale barrata situata nella costellazione della Balena, a una distanza di circa 272 milioni di anni luce dalla nostra Via Lattea.

## Scoperta
La galassia è stata scoperta il 9 ottobre 1885 dall'astronomo statunitense Lewis Swift.

## Descrizione

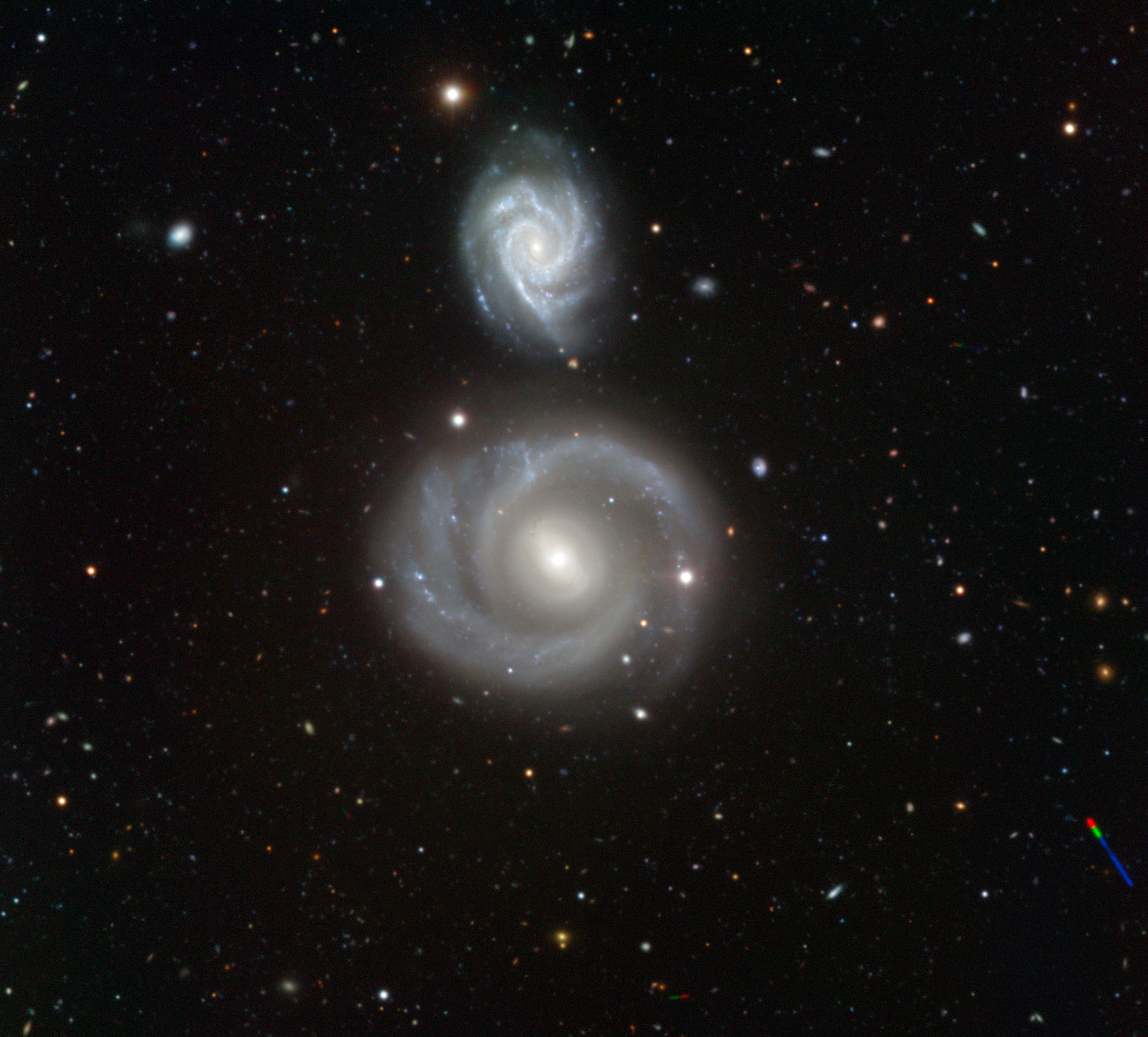
NGC 799 (in basso) e NGC 800 riprese dal VLT dell'ESO.

NGC 800 ha una classe di luminosità III e presenta una larga riga a 21 cm dell'idrogeno neutro.
NGC 799 e NGC 800 formano una coppia di galassie interagenti, a una distanza di circa 275 milioni di anni luce dalla Via Lattea.